# Cavatigozzi
Cavatigozzi è una frazione della città lombarda di Cremona.

## Storia
Cavatigozzi era un piccolo borgo agricolo di antica origine, parte del Contado di Cremona.
In età napoleonica (1809) Cavatigozzi fu aggregata alla città di Cremona; recuperò l'autonomia con la costituzione del Regno Lombardo-Veneto (1816), quando venne inclusa nel distretto di Pizzighettone della provincia di Cremona.
All'Unità d'Italia (1861) contava 681 abitanti. Il comune di Cavatigozzi fu aggregato nel 1867 al comune di Duemiglia, a sua volta aggregato nel 1920 alla città di Cremona.